# Supella occidentalis
Supella occidentalis är en kackerlacksart som beskrevs av Karlis Princis 1963. Supella occidentalis ingår i släktet Supella och familjen småkackerlackor.
Artens utbredningsområde är Guinea. Inga underarter finns listade i Catalogue of Life.